# Гала (яблука)
Га́ла (англ. gala — «урочистий») — сорт яблук, отриманий в 1957 році у Новій Зеландії селекціонером Дж. X. Кіддом у результаті схрещування сортів 'Кідс Оранж Ред' і 'Голден делішес'. Перші сади нового сорту було закладено у 1965 році на його батьківщині, а вже через деякий час з'явились у Бразилії, Канаді, США, Європі. Сорт привернув увагу садівників, насамперед, раннім вступом у плодоношення, високою та регулярною врожайністю, відмінним смаком плодів, середніх або нижче середніх розмірів. Їх покривне забарвлення недостатньо яскраве — оранжево-червоний плямисто-смугастий рум'янок майже по всій поверхні.
Зовнішній вигляд яблук викликав побоювання, що покупець, звиклий до великих яскраво-червоних плодів, залишить поза увагою новий сорт. Ситуація швидко змінилася на користь 'Гали', коли з'явились її яскраво забарвлені мутанти.
У дослідних насадженнях України Гала випробовується із середини 1970-х років минулого століття, з 1993 року районований у степовій зоні. У промислових садах поки що займає незначне місце. Його клон 'Гала Маст' перспективний для західного Лісостепу, Степу та Криму.
Станом на 2016 рік один з найпопулярніших сортів у світі і США. В США входить до десятки найпопулярніших сортів. 'Гала' та 'Голден делішес' — займають перше і друге місця в світі.

## Опис рослини
Дерево середньоросле, з широкоовальною негустою кроною. Скелетні гілки середньої міцності відходять від стовбура під кутом 45—75°, кінці їх спрямовані догори.

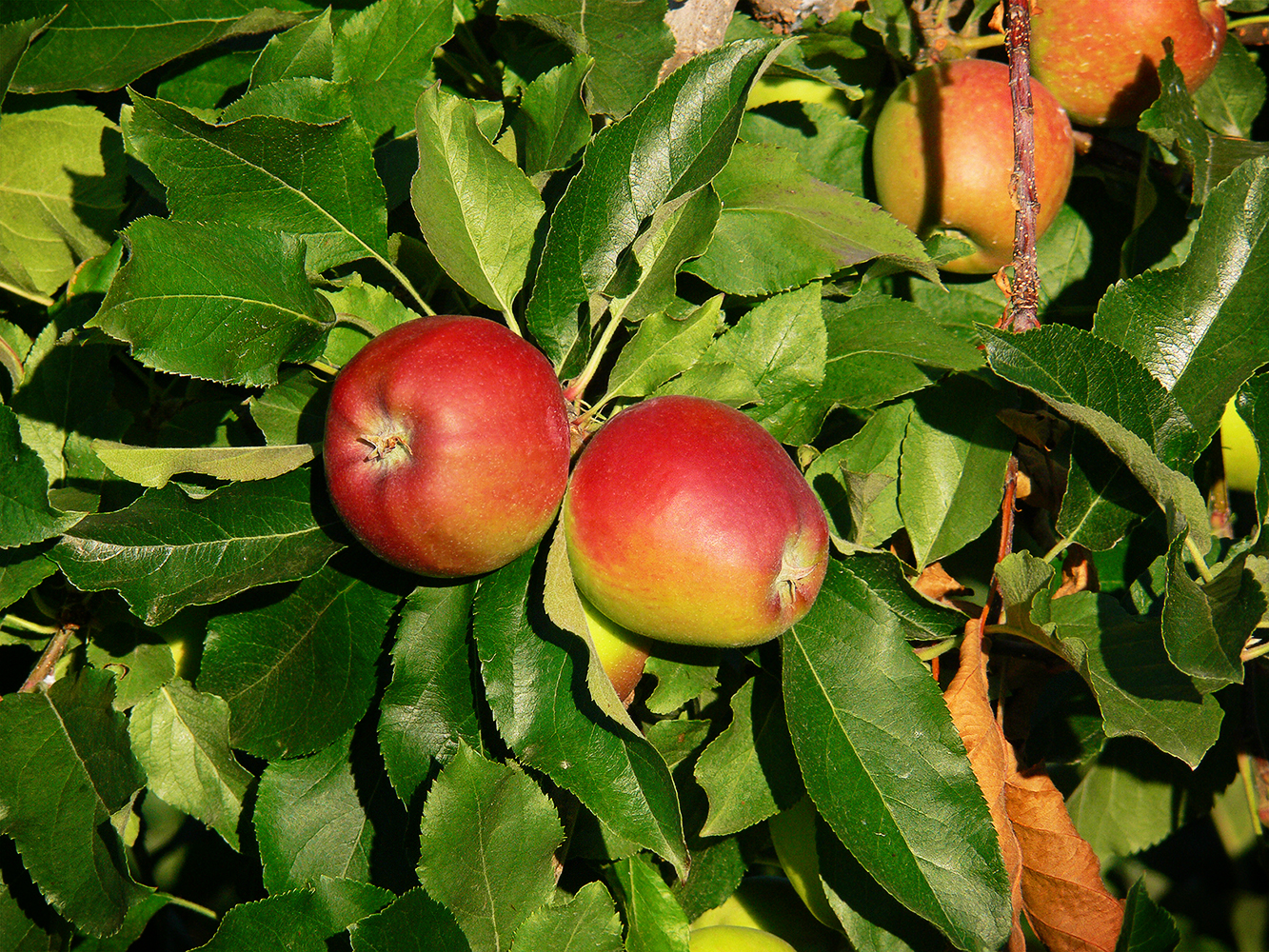
Фрукти і листя детально

Плодоносить на кільчатках, плодових прутиках, верхівках однорічних приростів. Зимостійкість і стійкість до парші середня, до борошнистої роси висока. Водночас сорт дуже сприйнятливий до європейського раку.
Цвіте в середньопізні строки. Диплоїд. Життєздатність пилку добра (73—89 %), Найкращі запилювачі — яблуні сортів 'Катя', 'Джеймс Грів', 'Ельстар'.
У плодоношення вступає на шостий—сьомий рік після садіння на сильнорослій підщепі і на третій-четвертий — на карликовій. У молодих дерев урожайність помірна й щорічна, дорослі формують по 55— 80 кг плодів. Сорт схильний до перевантаження врожаєм, при цьому плоди формуються дрібні.
Плоди середніх розмірів (115—145 г), досить одномірні, округлі або округло-зрізано-конічні зі слабкою ребристістю на верхівці, жовті зі смугасторозмитим оранжево-червоним рум'янком на більшій частині поверхні. Шкірочка тонка, щільна, суха. М'якуш світло-жовтий, щільний, соковитий, ламкий, відмінного кислувато-солодкого смаку (4,6 бала).
Знімна стиглість настає в другій декаді вересня, споживча — в листопаді. У сховищі з природним охолодженням плоди зберігаються 2—2,5, в холодильнику — 5—6 місяців. Транспортабельність середня. Використовують у свіжому вигляді та на виробництво соку.